# Deletie (genetica)

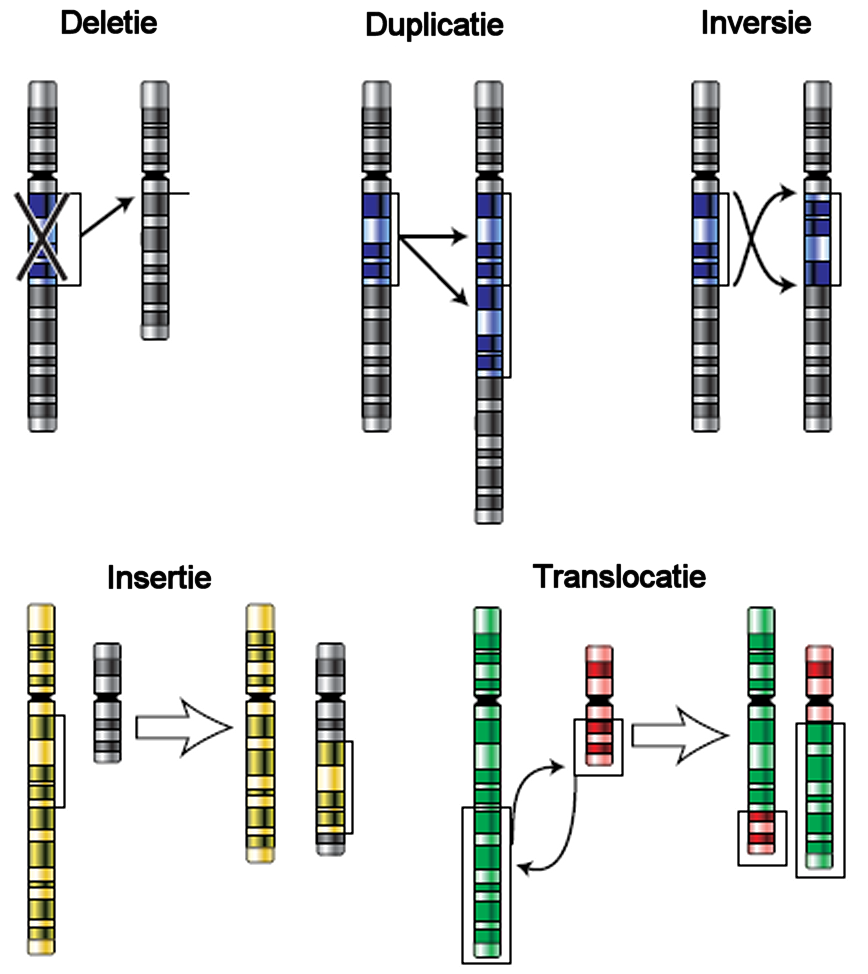
Verschillende soorten mutaties: deletie, duplicatie, inversie, insertie, translocatie

Een deletie is een mutatie waarbij een deel van de erfelijke code in een chromosoom ontbreekt. Een deletie is meestal het gevolg van een van onderstaande situaties:
- Het chromosoom breekt tijdens de interfase van de meiose of de mitose en bij celdeling raakt de cel dan het genetisch materiaal kwijt.
- Delen van het chromosoom gaan verloren als gevolg van ongelijke crossing-over tijdens meiose.

Als een deletie slechts een klein deel betreft noemen we dit een microdeletie.
Sommige deleties betreffen het verlies van een nog kleiner deel, een of enkele basen, ook wel een puntmutatie genoemd. Ook puntmutaties kunnen grote gevolgen hebben als een gen of promotor getroffen wordt. Een puntmutatie in een evolutionair geconserveerd eiwit is vaak niet levensvatbaar. Sikkelcelziekte is een voorbeeld van een puntmutatie met grote gevolgen, maar die wel levensvatbaar is.
Andere deleties zijn zeer groot zodat hele chromosoomdelen kunnen ontbreken. Zulke deleties worden onder andere gezien in kwaadaardige tumoren. Grote deleties kunnen een tumorsupressorgen inactiveren. Tumorsupressorgenen remmen de vorming van kanker. Ook is het mogelijk dat door een deletie een proto-oncogen een oncogen wordt. Een oncogen kan door verhoogde activiteit of verhoogde expressie de kwaadaardigheid van een tumor vergroten.
Een grote deletie zal vaak spontane celdood veroorzaken (necrose); ook is het mogelijk dat een deletie een cel aanzet tot gecontroleerde celdood (apoptose).
Aangeboren deleties bij de mens zijn onder meer:
- 1q21.1-deletiesyndroom
- 1p36-deletiesyndroom
- Syndroom van Wolf-Hirschhorn 4p16 del)
- Cri-du-chatsyndroom 5p del
- Syndroom van Williams (7q11-23 del)
- Syndroom van Prader-Willi (15q11-13 – vaderlijk chromosoom del)
- Angelmansyndroom (15q11-13 - moederlijk chromosoom del)
- 18p-syndroom
- Velocardiofaciaal syndroom (22q11 del)
- Syndroom van Miller-Dieker (17p13.3 del)
- Syndroom van Skraban-Deardorff (1q42.11-q42.12)